# Cratere Taxco
Taxco  è un cratere sulla superficie di Marte.